# Bin El Ouidane
Bin El Ouidane (arabisch بين الويدان; Zentralatlas-Tamazight ⴱⵉⵏ ⵍⵡⵉⴷⴰⵏ) ist eine ca. 5000 Einwohner zählende marokkanische Landgemeinde (commune rurale) auf der Nordseite des Hohen Atlas in der Region Béni Mellal-Khénifra.

## Lage und Klima
Der Ort Bin El Ouidane liegt ungefähr 54 km (Fahrtstrecke) südlich von Beni Mellal am gleichnamigen Stausee in einer Höhe von ca. 850 m. Das Klima ist gemäßigt; Regen (ca. 550 mm/Jahr) fällt überwiegend im Winterhalbjahr.

## Bevölkerung
| Jahr      | 1994 | 2004 | 2014 | 2024 |
| Einwohner | 6098 | 5721 | 5421 | 4605 |

Die überwiegende Zahl der Einwohner sind Berber; gesprochen werden Zentralatlas-Tamazight und Marokkanisches Arabisch. Der leichte Bevölkerungsrückgang in den letzten Jahrzehnten ist in erster Linie auf die Abwanderung in die größeren Städte zurückzuführen.

## Wirtschaft
Bin El Ouidane profitiert vom nahegelegenen Stausee und dem angeschlossenen Wasserkraftwerk. Im Stausee selbst darf gebadet werden; auch Angeln ist erlaubt.

## Sehenswürdigkeiten
Die Kleinstadt bietet keinerlei historische Sehenswürdigkeiten.
Umgebung
Die ca. 54 km südwestlich in einer Höhe von 1068 m gelegenen Ouzoud-Wasserfälle (Cascades d'Ouzoud) sind die größten Wasserfälle Marokkos und werden von Einheimischen gerne besucht. Das etwa 60 bis 100 km südlich gelegene Aït Bougoumez-Tal mit den Dörfern Timit, Tabant, Ibakliwin u. a. bietet vielfältige Einblicke in das Leben der Berber im Hohen Atlas.